# Jason Antoon
Jason Antoon (Santa Monica (Californië), 9 november 1971) is een Amerikaans acteur, filmproducent, filmregisseur en scenarioschrijver.

## Biografielijst
Antoon werd geboren in Santa Monica maar groeide op in Pacific Palisades en Sherman Oaks, In 1990 verhuisde hij naar het oosten van Amerika. Hij ging studeren aan de Carnegie Mellon University in Pittsburgh waar hij een bachelor of fine arts verdiende in drama. Hierna verhuisde hij meteen naar New York waar hij als acteur begon in off-Broadway theaters. Hij heeft eenmaal opgetreden op Broadway, van 2000 tot en met 2002 speelde hij in de musical Contact. Antoon is vanaf 2010 getrouwd en heeft hieruit een kind.

## Filmografie

### Films
Uitgezonderd korte films.
- 2019 Noelle - als Omar
- 2016 Armstrong - als Eddie
- 2016 The Late Bloomer - als Kenny
- 2015 The 46 Percenters - als Ramy
- 2014 How to Write Love - als Greg Nathan
- 2012 Columbus Circle – als detective Jerry Eaans
- 2012 Celeste & Jesse Forever – als jongeman
- 2012 Downwardly Mobile – als Wendell
- 2009 Middle Men – als Denny Z
- 2009 Taking Woodstock – als Abbie Hoffman
- 2007 Suburban Girl – als Dean
- 2007 Perfect Stranger – als Bill Patel
- 2007 Music and Lyrics – als Greg Antonsky
- 2007 The Ten – als Salazar McBairn
- 2007 Me & Lee? – als ??
- 2006 Things That Hang from Trees – als Bobby Mecklern
- 2005 The Producers – als Jason Green
- 2005 Seagull – als Jason
- 2004 Little Black Book – als Larry
- 2002 Two Weeks Notice – als Norman
- 2002 Live from Baghdad – als Mr. Mazin
- 2002 Minority Report – als Rufus Riley
- 2002 The Sum of All Fears – als AFRAT specialist Stubbs
- 2001 Count Me In – als Luther
- 2000 Company Man – als croupier
- 1997 Path to Paradise: The Untold Story of the World Trade Center Bombing – als telefoonvriend van Nosair

### Televisieseries
Uitgezonderd eenmalige gastrollen.
- 2021 - 2024 NCIS: Hawaiʻi - als Ernie Malik - 54 afl.
- 2022 NCIS - als Ernie Malik - 2 afl.
- 2017 - 2022 Claws - als dr. Ken Brickman - 40 afl.
- 2017 Famous in Love - als Wyatt Lippman - 6 afl.
- 2012 Electric City – als butler van Knob – 20 afl.
- 2010 – 2011 No Ordinary Family – als mr. Litchfield – 9 afl.
- 2010 Vamped Out – als Alowisus Hewson – 6 afl.
- 2009 The Electric Company – als Calvero – 2 afl.
- 2009 Kings – als Boyden – 10 afl.
- 2005 Jake in Progress – als sjofele jongen – 2 afl.
- 2000 – 2002 Courage the Cowardly Dog – als stem – 2 afl.

### Filmproducent
- 2021 Together Apart - korte film
- 2012-2013 Bitter Party of Five – televisieserie – 11 afl.
- 2010 Vamped Out – televisieserie - ? afl.
- 2007 Jesus Cooks Me Breakfast – korte film

### Filmregisseur
- 2021 Together Apart - korte film
- 2007 Jesus Cooks Me Breakfast – korte film

### Scenarioschrijver
- 2016 TripTank - televisieserie - 1 afl.
- 2012 Bitter Party of Five – televisieserie – 11 afl.
- 2010 Vamped Out – televisieserie - ? afl.
- 2007 Jesus Cooks Me Breakfast – korte film